# Syndroom van Stevens-Johnson
Het syndroom van Stevens-Johnson (Stevens–Johnson syndrome (SJS)) is een immuuncomplex-gemedieerde hypersensitiviteitsreactie van de huid en de slijmvliezen. Bij een ernstige manifestatie zal er necrose optreden in de betrokken weefsels met het vervellen van de huid als mogelijk gevolg. In de meeste gevallen is de oorzaak onbekend. Medicatiegebruik en infecties zijn gekende uitlokkende factoren. Dit syndroom kan beschouwd worden als een mildere variant op toxische epidermale necrolyse.

## Geschiedenis
Het syndroom werd in 1922 voor het eerst beschreven door twee Amerikaanse kinderartsen, Albert Mason 'Stevens' en Frank Chambliss 'Johnson'. Ze rapporteerden over twee jongens van 7 en 8 jaar met buitengewone algemene huiderupties, ontstoken mondslijmvliezen en purulente conjunctivitis gecombineerd met een constante koorts. Ze dachten dat ze te maken hadden met een ongekende infectieziekte maar vermeldden Erythema multiforme in de differentiële diagnose.
In 1950 werd EM opgedeeld in twee categorieën:
- erythema multiforme minus (von Hebra)
- erythema multiforme majus (EMM)

Vanaf 1983 werden het syndroom van Stevens-Johnson en EMM als synoniemen beschouwd. In de loop van de jaren 90 werd voorgesteld dat SJS en EMM toch twee verschillende aandoeningen zijn met gelijkaardige verschijnselen.
Momenteel beschouwen de meeste onderzoekers dit syndroom en Toxische epidermale necrolyse (TEN) als dezelfde aandoening met alleen een verschil in ernst. 
Er is sprake van het syndroom van Stevens-Johnson wanneer er minder dan 10% van het lichaamsoppervlakte is aangetast. Vanaf 30% spreekt men van TEN.

## Oorzaken
Er zijn vele mogelijke uitlokkende factoren, maar in ongeveer de helft van de gevallen blijft de oorzaak onbekend. Bij kinderen is er meestal een infectueuze oorzaak en bij ouderen is er vaak sprake van een reactie op medicijnen of een kankergerelateerde oorzaak. Er zijn bewijzen voor een erfelijke voorbestemde gevoeligheid voor bepaalde medicijnen.
- Infecties: zowel virale (aids, coxsackievirus, griep e.d.), bacteriologische (groep-A-streptokokken, mycobacteria, difterie e.d.), als fungale (histoplasmose) oorzaken.
- Medicijnen: vele verschillende medicijnen kunnen SJS uitlokken waaronder antibiotica, analgetica, anticonvulsiva, modafinil, cocaïne e.a.
- Genetisch: bepaalde bekende allelen van het humaanleukocytenantigeen-gen (HLA) geven een verhoogde voorbestemdheid voor het ontwikkelen van het syndroom na blootstelling aan bepaalde specifieke medicatie.

## Ziektebeeld en voorkomen
Typisch begint het syndroom met een gewone luchtweginfectie met koorts, keelpijn, hoofdpijn en algemene malaise.
Vervolgens krijgen patiënten een pijnlijke uitslag die meestal op het gezicht start en zich symmetrisch verder verspreid over de torso.
Deze uitslag houdt 2 tot 4 weken aan en kan progressief verergeren tot purulente en necrotiserende laesies.
Buiten op de huid kunnen de laesies zich ook voordoen in de volgende delen van het lichaam: mond en tong, slokdarm, keel, longen, anus, trachea, urethra en de ogen.

## Behandeling
Er bestaat geen specifiek geneesmiddel; de behandeling is puur symptomatisch. De verzorging van de geaffecteerde huid is zeer gelijkaardig met de behandeling van ernstige brandwonden.